# Crispí de Làmpsac
Crispí de Làmpsac (en llatí Crispinus) fou un escriptor grec que va escriure la vida de Parteni de Làmpsac, un bisbe del temps de Constantí el Gran.
Laurentius Surius i Ioannes Bollandus van incloure aquesta biografia traduïda al llatí a les seves col·leccions de vides de sants. L'original grec es conserva en manuscrit, segons diu Fabricius.